# Jeanne Olivier

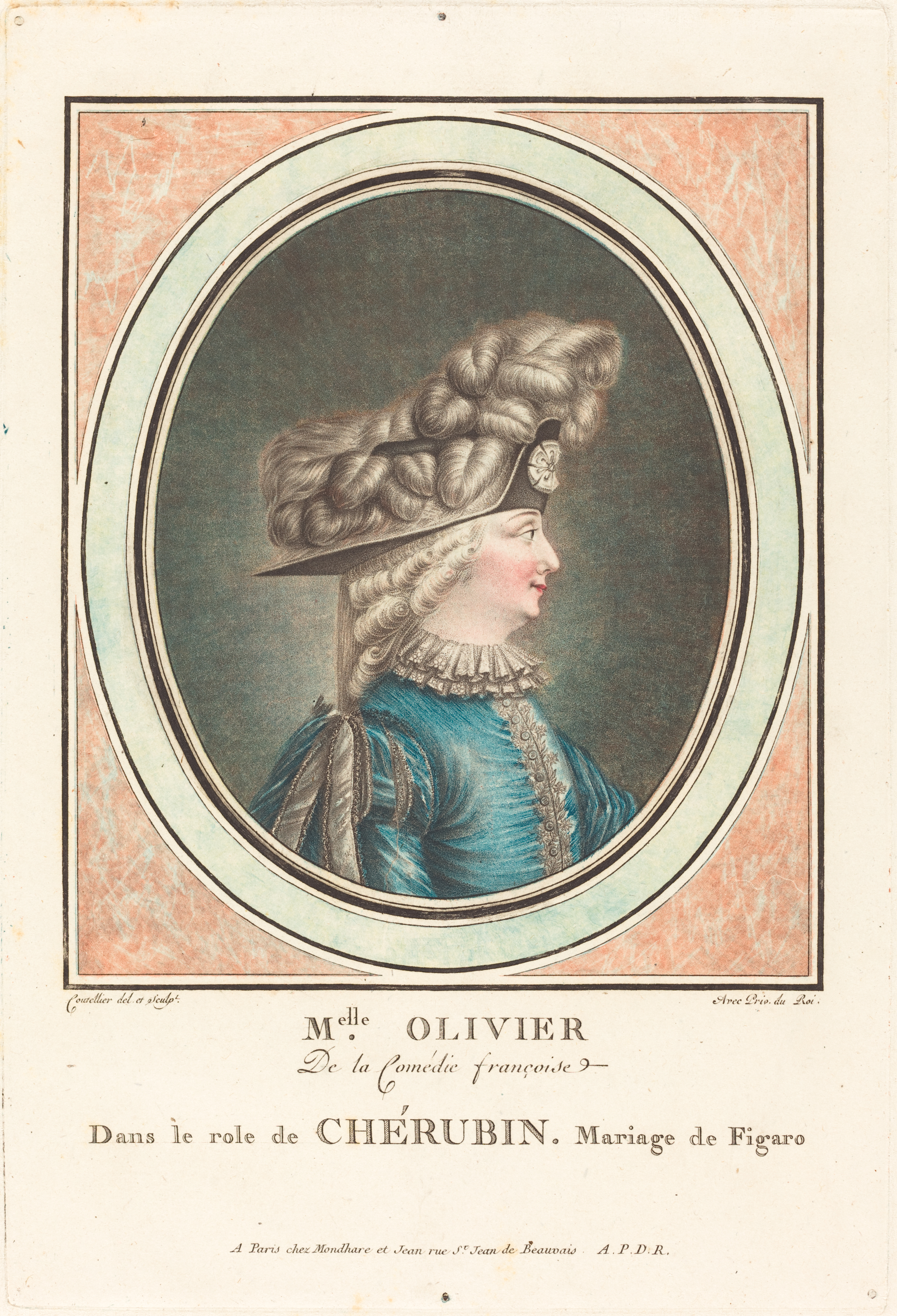
Jeanne Olivier

Jeanne-Adélaïde Gérardin, genannt Jeanne Olivier (* 21. März 1764 in London; † 21. September 1787 in Paris), war eine französische Schauspielerin.
Erste schauspielerische Gehversuche machte Olivier zuerst in der Provinz, dann in Versailles. Mit 16 Jahren bekam sie ein Engagement an der Comédie-Française und wurde dort von Dugazon unterrichtet. Ihre erste Hauptrolle, Agnes in Die Schule der Frauen, spielte sie 1780. Zwei Jahre später wurde sie zur Sociétaire de la Comédie-Française und bis zum Jahr 1787 hatte sie bereits in 17 Stücken eine Hauptrolle bekleidet. Lediglich zwei Mal musste sie bei einer Neuinszenierung aussetzen. Das erste Mal, als ihr eine Eisenstange des Bühnenvorhangs auf den Kopf fiel, und ein zweites Mal, als sie ihren Sohn gebar. Auch wenn Olivier angab, das Kind sei von einem Liebhaber namens De Lassonne, der Arzt war, wurde gemunkelt, Dugazon sei der Vater. Olivier verstarb jung, im Alter von 23 Jahren in Paris. Da sie konfessionell nicht gebunden war, spendete sie 100 Écu für die Armen, um in geweihtem Boden bestattet zu werden. Dem Leichenzug zur Kirche St-Sulpice folgten dann vier Priester.
Olivier galt als auffallende Schönheit, mit blauen Augen und schwarzem Haar. Auf der Bühne wirkte sie schüchtern und jungmädchenhaft, aber sie hatte eine sehr einnehmende Stimme.